# Az Amerikai Egyesült Államok alkotmányának módosításai

Az 1791. december 15-én ratifikált Bill of Rights eredetijének képe

Az Amerikai Egyesült Államok alkotmányának módosításai kiegészítik az alaptörvény eredeti szövegét, esetenként hatályon kívül helyezik az eredeti alkotmány egyes cikkelyeit, sőt arra is van példa, hogy egy alkotmánymódosítás egy korábbi módosítást nyilvánít semmissé. Az alkotmányt az alaptörvény 1789-es érvénybe lépése óta huszonhét alkalommal módosították. Az első tíz módosítás – ezek együttesen Bill of Rights (magyarul: Jognyilatkozat) néven ismeretesek –  1791-ben, a legutolsó 1992-ben született. Az amerikai szokásnak megfelelően az alaptörvény módosított – vagy akár hatályon kívül helyezett – részei benne maradnak az alkotmány szövegében, a módosításokat pedig egyszerűen az alkotmányszöveg végére illesztik.
Az alkotmány módosításának menetét maga az alkotmány szabályozza. A módosítások kétlépcsős eljárásban születnek. Először a Kongresszus – mindkét ház kétharmados többségével – kezdeményezi az alkotmány módosítását, és megfogalmazza a tervezett módosítás szövegét. (Ilyen kezdeményezés elméletileg alkotmányozó nemzetgyűlés összehívásával is létrejöhet, de ez még nem fordult elő.) Az így keletkezett alkotmánymódosítási javaslatot azután az egyes államok ratifikálják. Az alkotmánymódosítás akkor lép életbe, ha az államok háromnegyede jóváhagyja azt. A körülményes módosítási eljárás következtében az Egyesült Államokban az alkotmánymódosítások ritkák: átlagosan nyolc és fél évenként születik módosítás, de arra is volt már példa, hogy az alkotmány hatvan éven keresztül változatlan maradt.
A huszonhét elfogadott alkotmánymódosítás mellett hat másik kezdeményezés megkapta ugyan a Kongresszus két házának kétharmados támogatását, de azután – az államok jóváhagyása híján – nem lépett hatályba.

## Az alkotmány módosításának menete
Az Egyesült Államok alkotmányának módosítását az alkotmány ötödik cikkelye szabályozza. Eszerint az alkotmánymódosításokat vagy a Kongresszus mindkét házának kétharmados többsége, vagy az államok legalább kétharmada által összehívott alkotmányozó nemzetgyűlés kezdeményezheti. A gyakorlatban nem volt még példa alkotmányozó nemzetgyűlés összehívására, hanem valamennyi alkotmánymódosítási indítvány a Kongresszustól eredt. Az ilyen módon indítványozott alkotmánymódosítás akkor lép életbe, ha azt az államok háromnegyedének (1959 óta 38 államnak) a törvényhozása vagy külön erre a célra összehívott alkotmányozó gyűlése jóváhagyja.
Az alkotmány maga nem korlátozza, hogy mennyi idő alatt kell az államok háromnegyedének a jóváhagyást megadnia. A huszonhetedik alkotmánymódosítást 1789-ben indítványozták, és végül több mint 200 évvel később, 1992-ben hagyták csak jóvá. Számos alkotmánymódosítási indítvány tartalmaz olyan megkötést, amely szerint az indítvány semmissé válik, ha egy bizonyos időhatáron belül nem kapja meg a szükséges számú állam jóváhagyását. Például a Kongresszus 1972-ben alkotmánymódosítást indítványozott a nők egyenjogúságról. Az indítvány hét évben korlátozta a jóváhagyáshoz rendelkezésre álló időt. Ezalatt csak 35 állam ratifikálta az indítványt, amely így nem vált részévé az alkotmánynak.
Az alkotmány egy tekintetben korlátozza csak, hogy milyen témában születhet alkotmánymódosítás: az államok egyenlő szenátusi képviseletéről szóló szakaszt nem lehet megváltoztatni. Az alkotmány ötödik cikkelye eredetileg azt is megtiltotta, hogy 1808 előtt (tehát az eredeti alkotmány papírra vetésétől számított első húsz évben) megváltoztassák az alkotmány első cikkelye kilencedik szakaszának első, illetve negyedik pontját. Az első pont kimondja, hogy a Kongresszus 1808-ig nem fogadhat el olyan törvényt, amely a rabszolgakereskedelmet megtiltaná, a negyedik pont pedig arról rendelkezett, hogy a Kongresszus nem vethet ki fejadót az államokra (ami hátrányosan érintette volna a rabszolgatartó déli államokat).
1808-ban, az első pontban lefektetett tilalom lejártával a Kongresszus törvényben tiltotta meg a rabszolgák behozatalát az országba, bár a rabszolgákkal folytatott belföldi kereskedelem egészen a rabszolgaságot eltörlő tizenharmadik alkotmánymódosítás elfogadásáig, illetve a rabszolgaság tényleges eltörléséig folytatódott. A fejadó kivetésére vonatkozó tilalom 1808 után is érvényben maradt egészen 1913-ig, amikor a tizenhatodik alkotmánymódosítás közvetve hatályon kívül helyezte ezt a szakaszt, és felhatalmazta a Kongresszust, hogy személyi jövedelemadót vessen ki.

## Az alkotmánymódosítások elnevezése
Az amerikai alkotmánynak az eredeti szöveg elfogadása után keletkezett részeit angol nyelven az amendment szóval jelölik, amely magyarul változtatást, módosítást jelent. Ennek megfelelően ezeket a jogszabályokat magyarul általában alkotmánymódosításnak nevezzük.
Előfordul azonban a magyar szakmai szóhasználatban az alkotmánykiegészítés szó is. Ennek az a háttere, hogy a magyar gyakorlattal ellentétben az amerikai alkotmányból sosem törölnek semmit, hanem csak hozzáfűznek szakaszokat, amelyek esetenként felülírják a korábbi szakaszokat. Erre példa az, hogy a hatályos amerikai alkotmánynak része a 18. módosítás, amely kimondja, hogy „az Egyesült Államokban és a fennhatósága alá eső területeken a szeszes italok gyártása, eladása vagy szállítása, importja vagy exportja fogyasztási célból ezennel tilos”, de része a hatályos alkotmánynak a 21. módosítás is, amely szerint „Az Egyesült Államok Alkotmányának 18. módosítása ezennel hatályon kívül helyeztetik.”
Tartalmilag az alkotmánymódosítások néha kiegészítik, máskor kifejezetten módosítják az alkotmányt. Például a második alkotmánymódosítás (amely kimondja a fegyvertartás jogát) kiegészíti az alkotmányt abban az értelemben, hogy az eredeti szöveg semmit sem mond a fegyvertartásról, a módosított szöveg pedig már eligazítja a törvényhozókat a fegyvertartás kérdésében. De van olyan módosítás is, amely ténylegesen megváltoztatja az eredeti alkotmányt. Eredetileg például az alkotmány kimondja, hogy a Kongresszus minden évenkénti ülésszaka december első hétfőjén kezdődik. A huszadik módosítás ezt felülírja azzal, hogy az ülésszakok január 3-án kezdődjenek, tehát a huszadik módosítás nem pusztán kiegészíti, hanem kifejezetten módosítja az alkotmányt (méghozzá az eredeti törzsszöveget, nem pedig egy másik módosítást).

## Az alkotmánymódosítások

### A Bill of Rights (Jognyilatkozat)

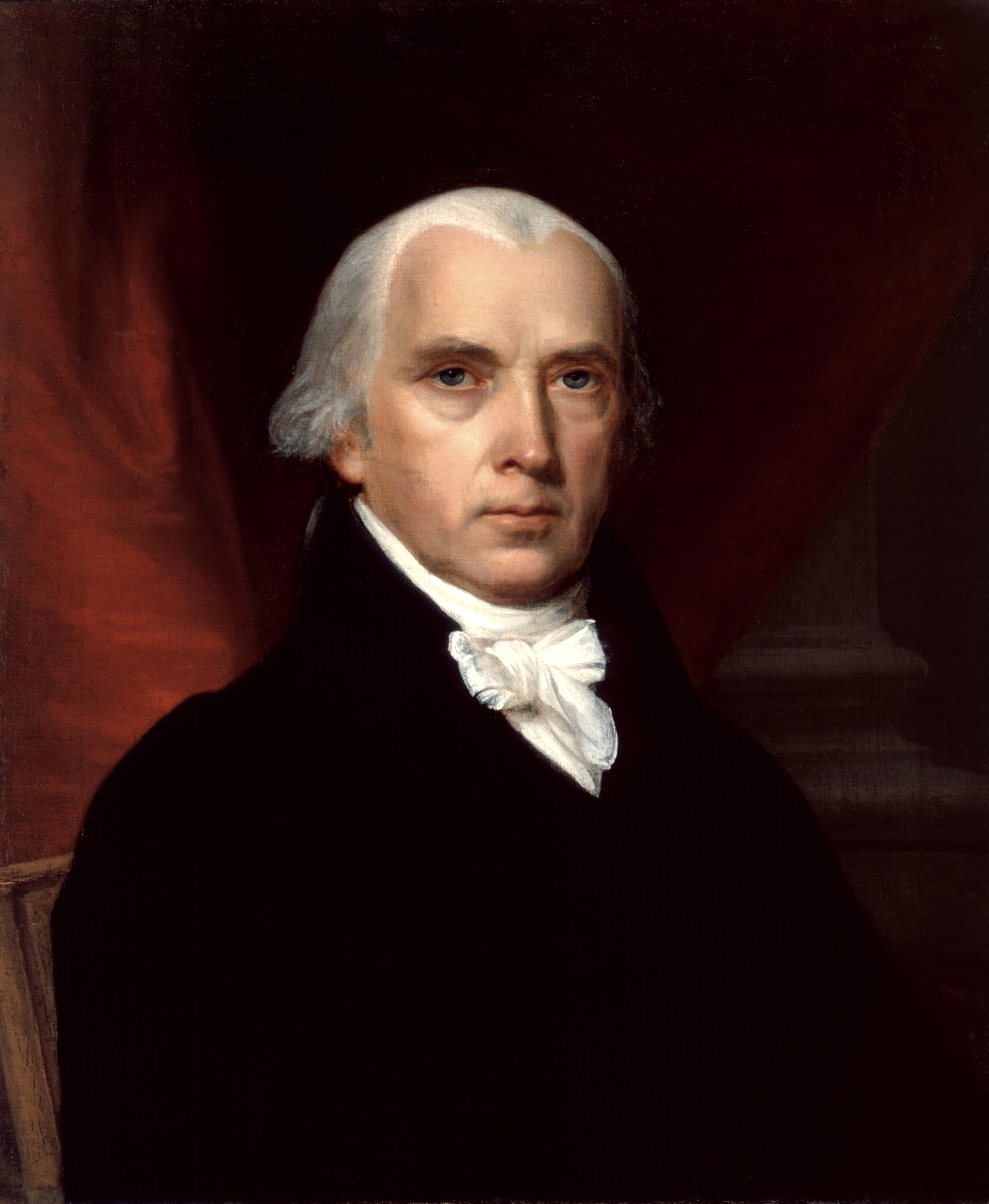
James Madison, a Jognyilatkozat megszövegezője

Már az alkotmány eredeti megszövegezése során felmerült az a javaslat, hogy az alaptörvény soroljon fel bizonyos alapvető polgárjogokat, amelyek alkotmányos védelem alatt állnának. Az alkotmányozó gyűlés azonban 1787. szeptember 12-én elutasította egy jognyilatkozatnak az alkotmányba iktatását, és a végleges törvényszöveg csak egy-két alapjogot tartalmazott (pl. tiltja a visszamenőleges hatályú törvénykezést vagy azt, hogy valakit a bíróság helyett a törvényhozás nyilvánítson bűnössé illetve büntessen meg). Az alkotmány elfogadása körül kialakult vitában aztán komoly kifogás volt a jognyilatkozat hiánya. Végül az a kompromisszum született, hogy az alkotmányt az államok az eredeti szöveggel elfogadják, és az újonnan megalakult Kongresszus első ülésén alkotmánymódosítással foglalják majd bele az alaptörvény szövegébe az alapvető jogokat.
Az alkotmánymódosításokat végül Thomas Jefferson biztatására James Madison szövegezte meg. A végleges változat nem esik teljesen egybe Madison eredeti szövegével: a javaslatok egy részét már a Kongresszus elutasította, kettő pedig nem nyerte el az államok háromnegyedének támogatását. 1791. december 15-én vált az alaptörvény részévé az elfogadott tíz alkotmánymódosítás. Ezeket együttesen Jognyilatkozatnak (angolul Bill of Rightsnak) nevezik.

### Első módosítás
Az első alkotmánymódosítás négy alapjogot véd: a vallásszabadságot, a szólás- és sajtószabadságot, a békés gyülekezéshez való jogot és a jogot arra, hogy a polgárok kérelmeikkel az államhoz fordulhassanak. Az alkotmánymódosítás megfogalmazása szerint a Kongresszus nem hozhat olyan törvényt, amely ezt a négy jogot korlátozná.
A vallásszabadság tekintetében a módosított alkotmány nem csak a vallásgyakorlás szabadságát garantálja, hanem egyúttal megtiltja azt is, hogy az állam hivatalos vallássá nyilvánítson egy vallást. Ennek a kitételnek az értelmezése változott a történelem során, és mára az az uralkodó felfogás, hogy az alkotmány nem engedi meg, hogy az állam a vallással, vagy annak hiányával kapcsolatban bármilyen preferenciát mutasson. Az Egyesült Államokban így elképzelhetetlen az egyházak közvetlen állami támogatása (bár az egyházaknak adott adományok az adóalapból levonhatók).
A szólás- és sajtószabadság korlátait a Legfelsőbb Bíróság több határozatában is értelmezte. Ezek nyomán a szólás bizonyos kategóriáit egyáltalán nem, vagy csak szűkebb mértékben illeti meg alkotmányos védelem. Nem élvez alkotmányos védelmet például az illegális cselekedetekre való felbujtás vagy az obszcenitás.

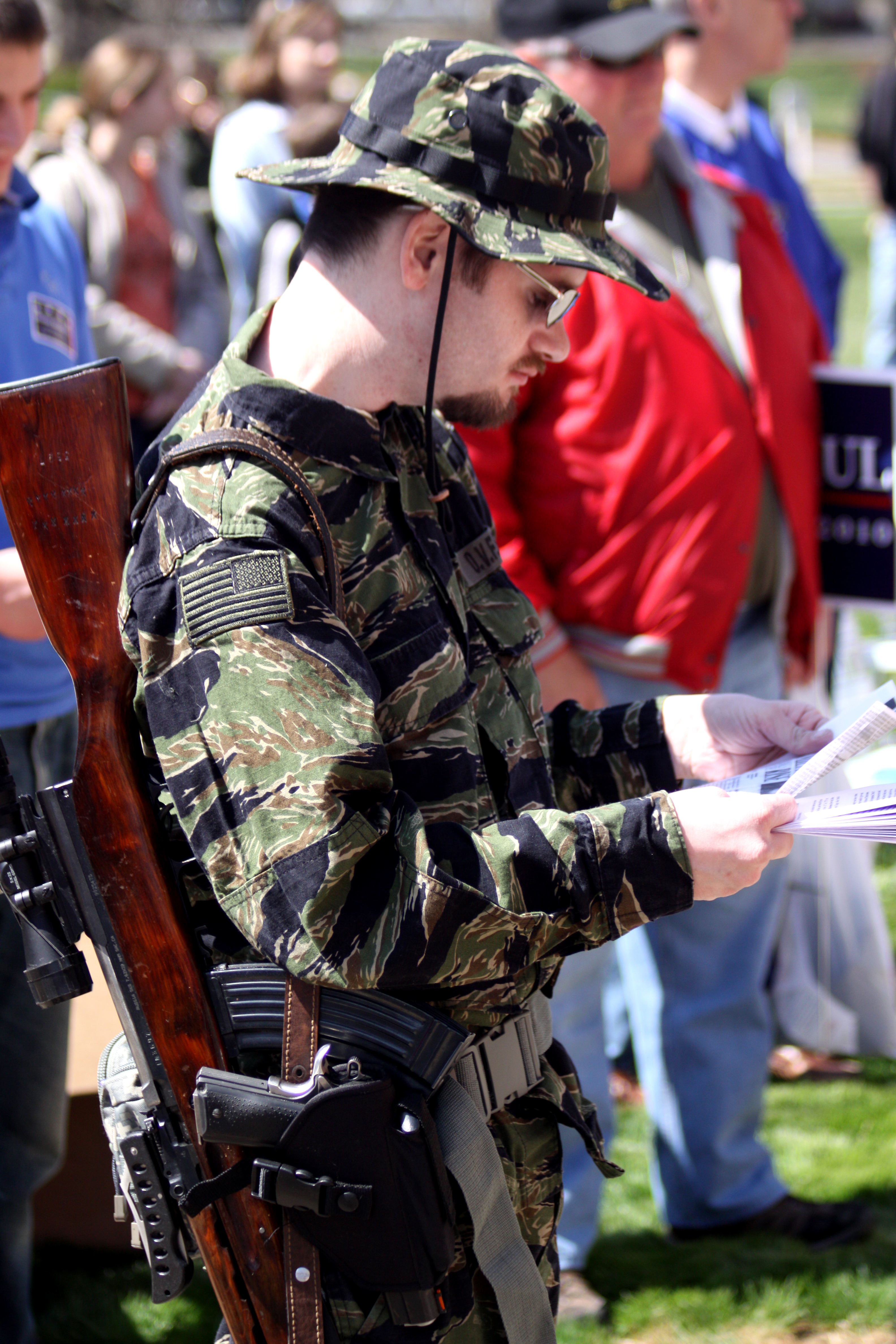
A békés gyülekezéshez és a fegyverviseléshez való alkotmányos jogával élő amerikai polgár egy nagygyűlésen Kentuckyban.

A gyülekezési jog (amennyiben békés és nem törvénysértő céllal történik) magában foglalja nem csak azt a jogot, hogy emberek fizikailag egybegyűljenek, hanem azt is, hogy szervezetekbe tömörüljenek. Az állam indokolt és bírósági határozattal megtámogatott esetek kivételével nem kötelezheti a szervezeteket a regisztrációra, sem pedig arra, hogy tagjaik névsorát az állam tudomására hozzák.

### Második módosítás
A második alkotmánymódosítás a fegyverviseléshez való jogot mondja ki. A módosítás szövege szerint „Mivel egy jól szervezett milícia szükséges a szabad állam biztonsága szempontjából, nem lehet a népnek a fegyverek birtoklásához és viseléséhez való jogát csorbítani.” A huszadik század második felétől éles vita bontakozott ki arról, hogy pontosan mit is jelent ez a mondat. A jól szervezett milíciáról szóló kitételt egyesek úgy értelmezték, hogy a fegyveres testületeken kívül állók fegyverviseléshez való jogát nem védi az alkotmány. A Legfelsőbb Bíróság 2008-ban úgy döntött, hogy ez az értelmezés nem helytálló, és a fegyverviseléshez való jog egyéni jog.
A gyakorlatban számos korlátozás szabályozza a fegyverviselés és fegyvertartás módját. Ezek a szabályok esetenként államról államra illetve városról városra is változhatnak. Tipikusan enyhébb feltételek vonatkoznak a vadász- és sportlőfegyverekre, valamint a jól látható helyen (például egy övön függő pisztolytáskában) viselt kézifegyverekre. A nagyvárosokban a fegyverviselési szabályok rendszerint szigorúbbak, mint a főleg vidéki területekből álló nyugati államokban.

### Harmadik módosítás
A harmadik alkotmánymódosítás tiltja azt, hogy magánházakban békeidőben katonákat szállásoljanak el a tulajdonos beleegyezése nélkül, és kiköti, hogy ezt háborúban is csak a törvényben meghatározott módon lehet megtenni. Ennek a szabálynak a háttere az, hogy a függetlenségi háborút megelőző időszakban az angolok gyakran szállásoltak el katonákat magánházaknál kényszerrel.

### Negyedik módosítás
A negyedik alkotmánymódosítás tiltja azt, hogy a hatóságok a polgárokat házkutatással, irataik vagy más személyes tulajdonuk átvizsgálásával vagy lefoglalásával indokolatlanul zaklassák. Házkutatási parancsot csak bűncselekmény alapos gyanúja esetén, eskü alatt tett tanúvallomás alapján lehet kiadni.
A negyedik alkotmánymódosítás olyan szituációkban védi a polgárokat a hatóságok zaklatása ellen, amikor észszerűen elvárható a személyük és tulajdonuk háborítatlansága. Például a rendőr nem követelheti meg egy békés járókelőtől, hogy mutassa meg a táskája tartalmát, de egy metrómegállóban felejtett táskát átkutathat a hatóság képviselője. A negyedik alkotmánymódosítás következménye az is, hogy az amerikai autósokat nem állíthatja meg a rendőr rutin közúti ellenőrzésre hivatkozva, bár annak persze nincs alkotmányos akadálya, hogy a szabálysértésen ért vagy azzal gyanúsítható autóst (például egy gyorshajtót) megállítson a rendőr. Az olyan bizonyíték, amelyet a negyedik alkotmánymódosítás tilalmát megszegve (például egy házkutatási parancs nélkül végrehajtott házkutatás során) szerzett a hatóság, nem használható fel egy későbbi bírósági eljárás során.

### Ötödik módosítás
Az ötödik alkotmánymódosítás a büntetőeljárások során elkövetett túlkapásoktól védi a polgárokat. Bűncselekmény vádjával csak akkor lehet valakit büntetőeljárás alá vonni, ha egy nagy esküdtszék (grand jury) vádat emelt az illető ellen (ez alól kivételt képeznek a hadbíróságok, amelyekre külön eljárásrend vonatkozik). Ha valakit egyszer egy vád alól felmentettek, akkor nem indulhat ellene másodszor is eljárás ugyanazzal a váddal. Senkit sem lehet arra kényszeríteni, hogy maga ellen tanúskodjon. Büntetéseket csak törvényes eljárás során lehet kiszabni.
Ez az alkotmánymódosítás rendelkezik a kisajátításokról is: kimondja, hogy magántulajdont csak kártérítés ellenében lehet közösségi célra kisajátítani.
A másodszori eljárás tilalma azt jelenti, hogy a vád alól felmentett személyt akkor sem lehet újból perbe fogni, ha időközben újabb terhelő bizonyítékok kerültek elő. Kivételes esetben előfordulhat, hogy egy vádlottat állami szinten felmentenek egy bűncselekmény vádja alól, de aztán szövetségi szinten elítélik egy másik, ugyanahhoz a cselekményhez kapcsolódó vád alapján. Például 1965-ben a Ku-Klux-Klan tagjai Alabama államban megölték Viola Liuzzo polgárjogi aktivistát. A vádlottakat a rasszistákkal szimpatizáló helyi bíróság felmentette a gyilkosság vádja alól, ezért a szövetségi ügyészség Liuzzo polgári jogainak megsértésével vádolta meg őket, mondván, hogy a tettesek megsértették Liuzzo jogait azzal, hogy agyonlőtték őt. A szövetségi bíróság az új bűncselekmény vádjában bűnösnek találta és tíz év börtönre ítélte az állami szinten korábban felmentett tetteseket.
A letartóztatott gyanúsítottat az őrizetbe vételkor a rendőrnek tájékoztatnia kell az ötödik alkotmánymódosításból fakadó jogairól: arról, hogy nem kell válaszolnia a rendőr kérdéseire, hogy ha mégis válaszol, akkor amit mond, azt felhasználhatják ellene egy későbbi bírósági eljárás során, arról, hogy joga van ahhoz, hogy ügyvédje jelenlétében hallgassák ki, valamint arról, hogy ha nincs pénze ügyvédre, akkor ingyenes kirendelt védőt kaphat. Ha ez a figyelmeztetés elmarad, akkor a gyanúsított vallomása nem használható fel a későbbi tárgyalás során.

### Hatodik módosítás
A hatodik alkotmánymódosítás a büntetőeljárások menetének alapelveit határozza meg. A vádlottnak joga van arra, hogy bűnösségéről vagy ártatlanságáról gyors és nyilvános tárgyaláson döntsenek. A tárgyalás helyszíne a bűncselekmény helyszíne szerint illetékes, törvényben előre meghatározott bíróság kell legyen. A vádlottal közölni kell, hogy mivel vádolják, kérésére szembesíteni kell őt az ellene tanúskodókkal, és kötelező érvénnyel meg kell idézni a mellette tanúskodókat. A vádlottnak joga van védő segítségét igénybe venni.
Vitatott – és a bíróságok által egyelőre még el nem döntött – kérdés az, hogy mennyiben teszi a hatodik alkotmánymódosítás lehetővé azt, hogy az Egyesült Államok területén kívül elkövetett bűncselekményekért amerikai bíróságokon vonják felelősségre az elkövetőket. Erre jelenleg a szövetségi törvény lehetőséget ad például az amerikai polgárok sérelmére elkövetett repülőgép-eltérítések esetén, és egy 1991-es esetben (Egyesült Államok kontra Yunis) az elítélt sikertelenül fellebbezett a hatodik módosításban foglalt jogainak megsértésére hivatkozva.

### Hetedik módosítás
A hetedik alkotmánymódosítás kimondja, hogy az esküdtszék előtti tárgyaláshoz való jog polgári peres ügyekben is megilleti a feleket, feltéve, hogy a perérték meghaladja a húsz dollárt. Ha egy kérdésben az esküdtszék döntést hozott, akkor azt a döntést a bíró nem másíthatja meg, kivéve, ha arra a precedensjog módot ad. A precedensjog szerint a bíró, ha úgy ítéli, hogy az esküdtszék döntése a törvénybe ütközik, megsemmisítheti azt. Ilyen esetekben az  eljárást meg lehet ismételni.

### Nyolcadik módosítás
A nyolcadik alkotmánymódosítás tiltja a túlzott méretű óvadék vagy bírság kiszabását, valamint a szokatlan és kegyetlen büntetéseket.

### Kilencedik módosítás
A kilencedik alkotmánymódosítás szerint „Az alkotmányban felsorolt bizonyos jogokat nem lehet úgy értelmezni, hogy azok megvonják vagy korlátozzák a nép által élvezett más jogokat.” Eszerint nem állhatja meg a helyét egy olyan jogi érvelés, hogy egy bizonyos jog valakit nem illet meg, mert az a jog az Alkotmányban nincs explicite megnevezve.

### Tizedik módosítás
A tizedik alkotmánymódosítás a különböző jogköröknek az Egyesült Államok, az egyes tagállamok és a polgárok közötti megosztását szabályozza. Ha az alkotmány egy jogkört nem ad a központi, szövetségi kormányzat valamely ágának, és annak a jogkörnek a gyakorlását nem is tiltja meg az egyes államok számára, akkor abban a kérdésben a döntés joga az államokat illeti meg, ha pedig az államok ezzel a jogukkal nem élnek, akkor a kérdés a polgárokra van bízva.
Az alkotmány például szövetségi jogkörbe rendeli a pénzkibocsátást, és kifejezetten megtiltja ezt az egyes államoknak, így az államok (és persze a polgárok) nem nyomtathatnak pénzt.
Nem szerepel a tételesen felsorolt szövetségi jogkörök között a tankötelezettség előírása, így a tankötelezettséget az egyes államok külön-külön szabályozhatják, és a szabályok államról államra változnak. Arra nincs lehetőség, hogy a szövetségi Kongresszus tankötelezettséget írjon elő, mert ezt a jogot az alkotmány nem utalja explicite szövetségi hatáskörbe.
A gyermekek névválasztásának szabályozását az alkotmány nem rendeli szövetségi hatáskörbe, az államok pedig az ilyesmit nem szabályozzák, ezért az Egyesült Államokban a polgárok úgy hívják a gyermekeiket, ahogy akarják.

### Tizenegyedik módosítás
A tizenegyedik alkotmánymódosítás korlátozza a szövetségi bíróságok hatáskörét: megtiltja, hogy az USA valamely tagállamát szövetségi bíróság előtt perbe fogja egy másik tagállam, vagy esetleg egy másik ország polgára. Az ilyen peres eljárásokra továbbra is lehetőség van az egyes államok bíróságai előtt, és a vesztes félnek továbbra is joga van a szövetségi bíróságnál fellebbezni az állami bíróság döntése ellen. Az alkotmánymódosítás közvetlen kiváltó oka az 1793-as Chisholm kontra Georgia per volt. Az alkotmánymódosítás szövegét 1794. március 4-én fogadta el a Kongresszus, és 1795. február 7-én lépett érvénybe.

### Tizenkettedik módosítás
A tizenkettedik alkotmánymódosítás megváltoztatja az elnök és az alelnök megválasztásának módját. A módosítás elfogadása előtt a procedúrát az Alkotmány második cikkelyének első szakasza szabályozta, amely szerint az államok által kijelölt elektorok két-két személyt jelöltek az elnöki pozícióra. A legtöbb jelölést kapott személy lett aztán az elnök, a második legtöbb jelölést szerzett személy pedig az alelnök lett. A tizenkettedik alkotmánymódosítás elfogadása óta az elektorok külön szavaznak az elnökjelöltekre és az alelnökjelöltekre. Szavazategyenlőség esetén az elnököt a Képviselőház, az alelnököt pedig a Szenátus választja meg.
A tizenkettedik módosítást 1803. december 9-én fogadta el a Kongresszus, és 1804. június 15-ére ratifikálták az államok.

### Tizenharmadik módosítás

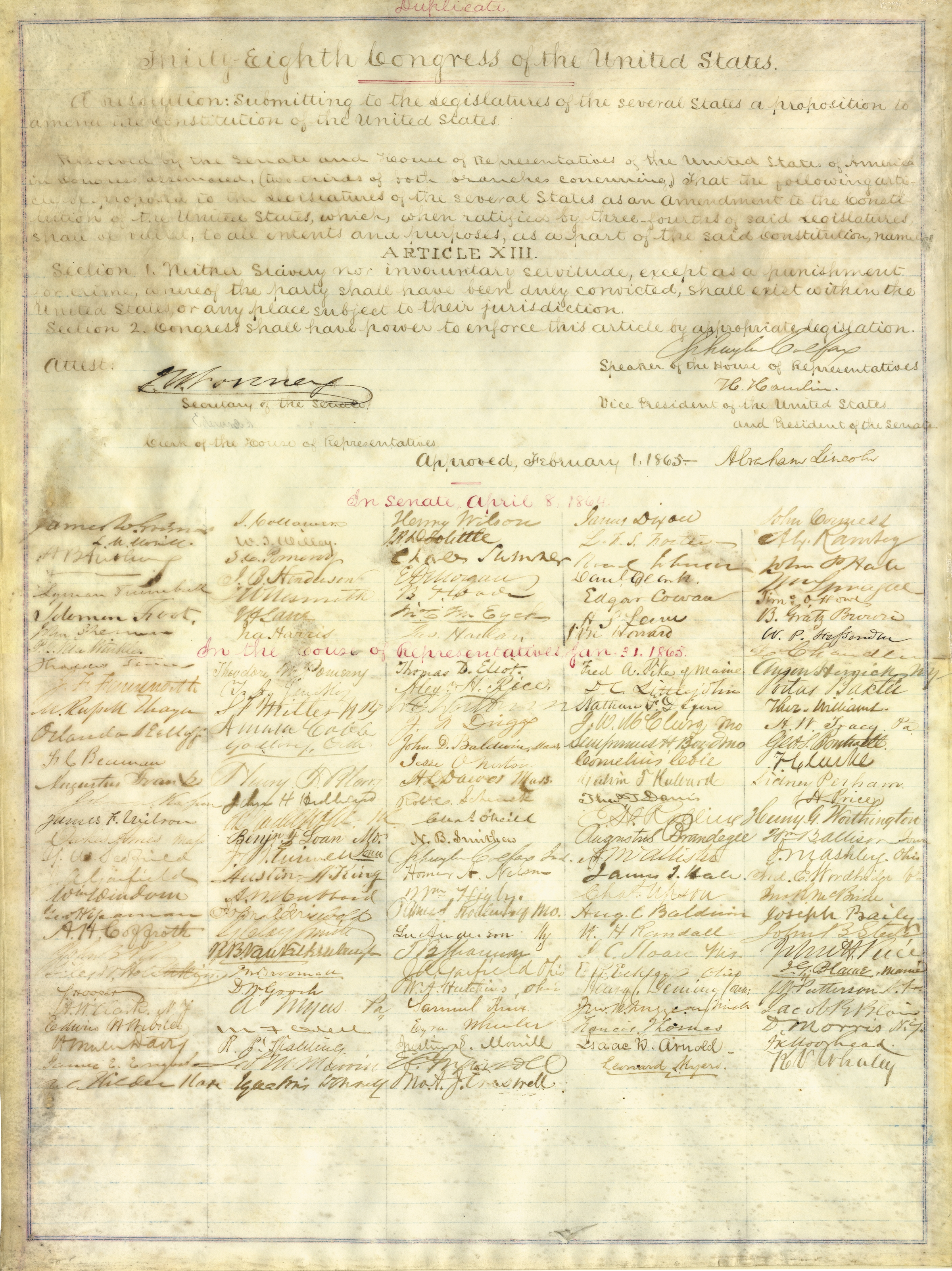
A tizenharmadik módosítás Abraham Lincoln és a kongresszus tagjainak aláírásával

A tizenharmadik alkotmánymódosítás törvényen kívül helyezi a rabszolgaságot és minden egyéb, nem önként vállalt szolgasági viszonyt, kivéve az olyan eseteket, amikor ez törvényesen kiszabott büntetés része. (Ki lehet szabni például közmunkavégzést kisebb súlyú vétségek büntetéseként.)
Az alkotmánymódosítást a polgárháború végén, 1865. január 31-én fogadta el a Kongresszus, és 1865. december 6-án lépett életbe, miután az államok háromnegyede (köztük nyolc déli állam is) ratifikálta. Érdekesség, hogy Mississippi állam törvényhozása csak 1995-ben hagyta jóvá a tizenharmadik alkotmánymódosítást. (Ennek ellenére a rabszolgaság persze már 1865-ben megszűnt Mississippiben is.)
Ez az alkotmánymódosítás érvénytelenítette az eredeti alkotmány több szakaszát is. Az alkotmány negyedik fejezetének második szakasza például figyelembe veszi, hogy az unió egyes államaiban legális volt a rabszolgaság, míg másokban nem. A szakasz előírja, hogy ha egy rabszolga valamelyik rabszolgatartó államból valamelyik szabad államba szökik, akkor ezzel nem nyeri el a szabadságát, hanem őt kérésre vissza kell szolgáltatni a „tulajdonosának”. Az alkotmány első fejezetének második szakasza a népszámlálásokról és az ezek függvényeként kiszámított kongresszusi képviseleti részesedésekről szólva előírja, hogy a rabszolgákat hatvan százalékos súllyal kell számba venni. Ezek a rendelkezések mind implicite hatályukat vesztették a tizenharmadik alkotmánymódosítás bevezetésével.

### Tizennegyedik módosítás
A tizennegyedik alkotmánymódosítás szintén a polgárháborút követő újjáépítési időszakban keletkezett. 1866. június 13-án fogadta el a törvényhozás, és 1868. július 9-én lépett életbe. Célja az volt, hogy a déli államokban élő volt rabszolgák, illetve a Konföderáció volt tisztségviselőinek helyzetét rendezze. A módosítás öt pontból áll.
Az első pont kimondja, hogy mindenki, aki az Egyesült Államok területén született, automatikusan állampolgára az USA-nak és egyben annak az államnak, amelyben él. Ennek eredeti célja az volt, hogy polgárjogot adjon a volt rabszolgáknak, de a mai napig is kiható következménye az, hogy állampolgárságot ad külföldi szülők Amerikában született gyermekeinek. Az első pont azt is kimondja, hogy az államok kötelesek megadni, illetve megvédeni polgáraiknak azokat a jogait, amelyeket a szövetségi alkotmány garantál számukra. Ezzel az alkotmány a Jognyilatkozat hatályát kiterjeszti a szövetségi szintről az állami szintre is. Kötelezi az első pont az államokat arra is, hogy polgáraiknak (köztük a volt rabszolgáknak) biztosítsák a törvény előtti egyenlőséget.
A második pont explicite is felszámolja azt a megkülönböztetést az eredeti alkotmányszöveg első fejezetének második szakaszában, amely a népszámlálásokról és az ezek függvényeként kiszámított kongresszusi képviseleti részesedésekről szólva előírja, hogy a rabszolgákat hatvan százalékos súllyal kell számba venni. Egyben azt is kiköti a második pont, hogy ha egy állam a 21 éven felüli férfi polgárai egy része számára megtagadná a választójogot, akkor a kongresszusi képviseletét arányosan csökkenteni kell.
A harmadik pont a Konföderáció volt tisztségviselőinek azt a jogát korlátozza, hogy szövetségi hivatalt viseljenek. A pont úgy fogalmaz, hogy aki egyszer hivatali esküt tett arra, hogy az Egyesült Államok Alkotmányát védelmezni fogja, majd később segítséget nyújtott az Egyesült Államok ellenségeinek, az nem viselhet hivatalt a szövetségi államapparátusban. A Kongresszus szükség esetén kétharmados többséggel felmentést adhat ez alól a korlátozás alól.
A negyedik pont kimondja, hogy az Egyesült Államok nevében törvényesen felhalmozott adósságok, különösen a fegyveres lázadások leverése érdekében vállalt anyagi kötelezettségek érvényességét nem lehet megkérdőjelezni. Ugyanakkor érvénytelennek nyilvánítja azokat a tartozásokat, amelyeket a Konföderáció halmozott föl, és kimondja azt is, hogy a volt rabszolgatartóknak nem jár kárpótlás a rabszolgáik elvesztéséért.
Az ötödik pont egyszerűen felhatalmazza a Kongresszust, hogy törvényeket alkosson az első négy pont betartatása érdekében.

### Tizenötödik módosítás
Megtiltja, hogy valakitől a választójogot fajra, bőrszínre vagy korábbi rabszolga állapotára való hivatkozással megtagadják. 1869. február 26-án fogadták el és 1870. február 3-án lépett életbe.

### Tizenhatodik módosítás
A tizenhatodik alkotmánymódosítás feljogosítja a Kongresszust arra, hogy jövedelemadót vessen ki.
Az eredeti alkotmányszöveg elfogadásakor a déli államok ritkán lakottak voltak, és a népesség jelentős részét a rabszolgák tették ki. Ezeknek az államoknak a szemszögéből félő volt, hogy a Kongresszus, amelyben az északi államok többségben voltak, az egész országban egységes adókulccsal ingatlanadót vet ki (ami a hatalmas, de alacsony megműveltségi fokú, és így alacsony jövedelemtermelő képességű földterületek miatt a déli államokban élőket hátrányosabban érintette volna), illetve félő volt az is, hogy a Kongresszus fejadót vet ki, ami a nagyszámú rabszolga tulajdonosait érintette volna hátrányosan. Ezért a déli államok kérésére bekerült az alkotmányba egy olyan cikkely, ami az ilyen adókat csak államonként népességarányosan engedi kivetni. Ez biztosította, hogy a gyéren lakott déli államokban beszedhető adó ne legyen túl magas (különös tekintettel arra, hogy a népességbe a rabszolgák csak 60%-os súllyal számítottak bele). A következő százhúsz évben lezajlott demográfiai változások (és a rabszolgaság eltörlése) nyomán azonban ez a cikkely elvesztette a jelentőségét, és ez vezetett a tizenhatodik alkotmánymódosításhoz.
Az alkotmánymódosítást a Kongresszus 1909. július 12-én, az államok pedig 1913. március 7-ére fogadták el.

### Tizenhetedik módosítás
Az eredeti alkotmányszöveg szerint a Szenátusba minden állam két szenátort delegálhat, és a szenátorokat az egyes államok törvényhozása választja. Ez a gyakorlatban számos problémához vezetett. Előfordult, hogy a szenátorok választását korrupció szennyezte be, és sokak szemében demokratikusabbnak tűnt volna a szenátorok közvetlen választása. Néhány állam ezt úgy oldotta meg, hogy népszavazást írtak ki a szenátorok személyéről, és a győztest az alkotmányos formalitás kedvéért a törvényhozás jóváhagyta. Ezt a rendszert formalizálta a tizenhetedik alkotmánymódosítás, amely előírta, hogy a szenátorokat közvetlenül a nép válassza meg. A módosítást a Kongresszus 1912. május 13-án fogadta el, és 1913. április 8-án lépett életbe. Érdekesség, hogy az alkotmánymódosítást Utah törvényhozása elutasította.

### Tizennyolcadik módosítás
Szesztilalom. A módosítás nem várt hatása volt, hogy működési területet biztosított a szervezett bűnözésnek, így csak 14 évet élt. (1919-től 1933-ig volt hatályban.) 1917. december 18-án fogadták el és 1919. január 16-án lépett hatályba. A 21. alkotmánymódosítással visszavonták.

### Tizenkilencedik módosítás
A nők számára biztosította a választójogot valamennyi állam számára kötelező erővel. Elfogadták: 1919. június 4-én, hatályba lépett 1920. augusztus 18-án.

### Huszadik módosítás
Az elnök hivatalba lépése és helyettesítése. Az elnök és az alelnök, valamint a kongresszusi tagok megbízatásának kezdő és befejező időpontját január 20-ra, illetve január 3-ra módosítja. Kimondja, hogy ha a megválasztott elnök hivatalba lépése előtt meghal, a megválasztott alelnököt kell elnökké beiktatni.
Elfogadták 1932. március 2-án, hatályba lépett 1933. január 23-án.

### Huszonegyedik módosítás

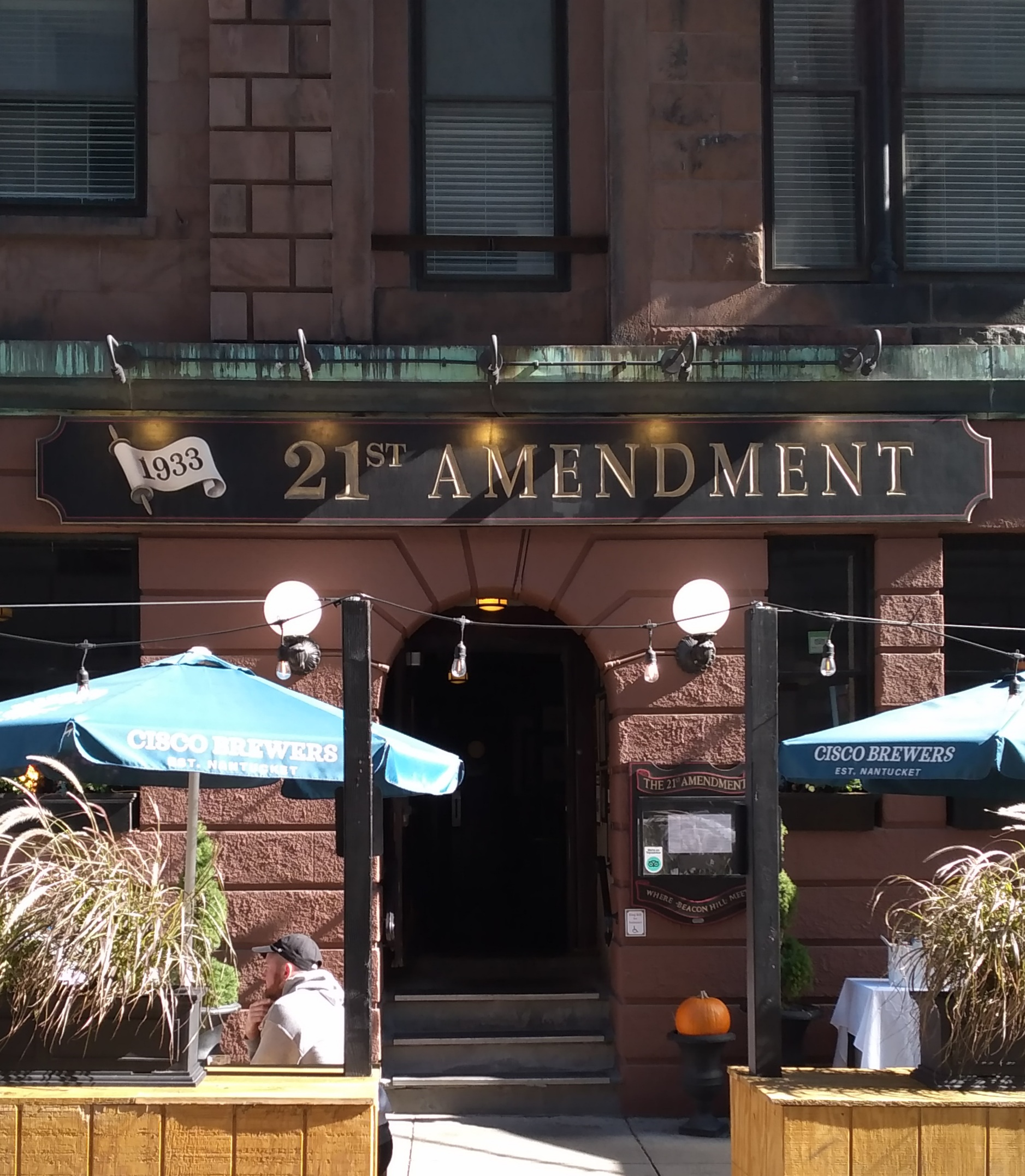
A 21. alkotmánymódosításról elnevezett söröző Bostonban

A 18. kiegészítést helyezte hatályon kívül.

### Huszonkettedik módosítás

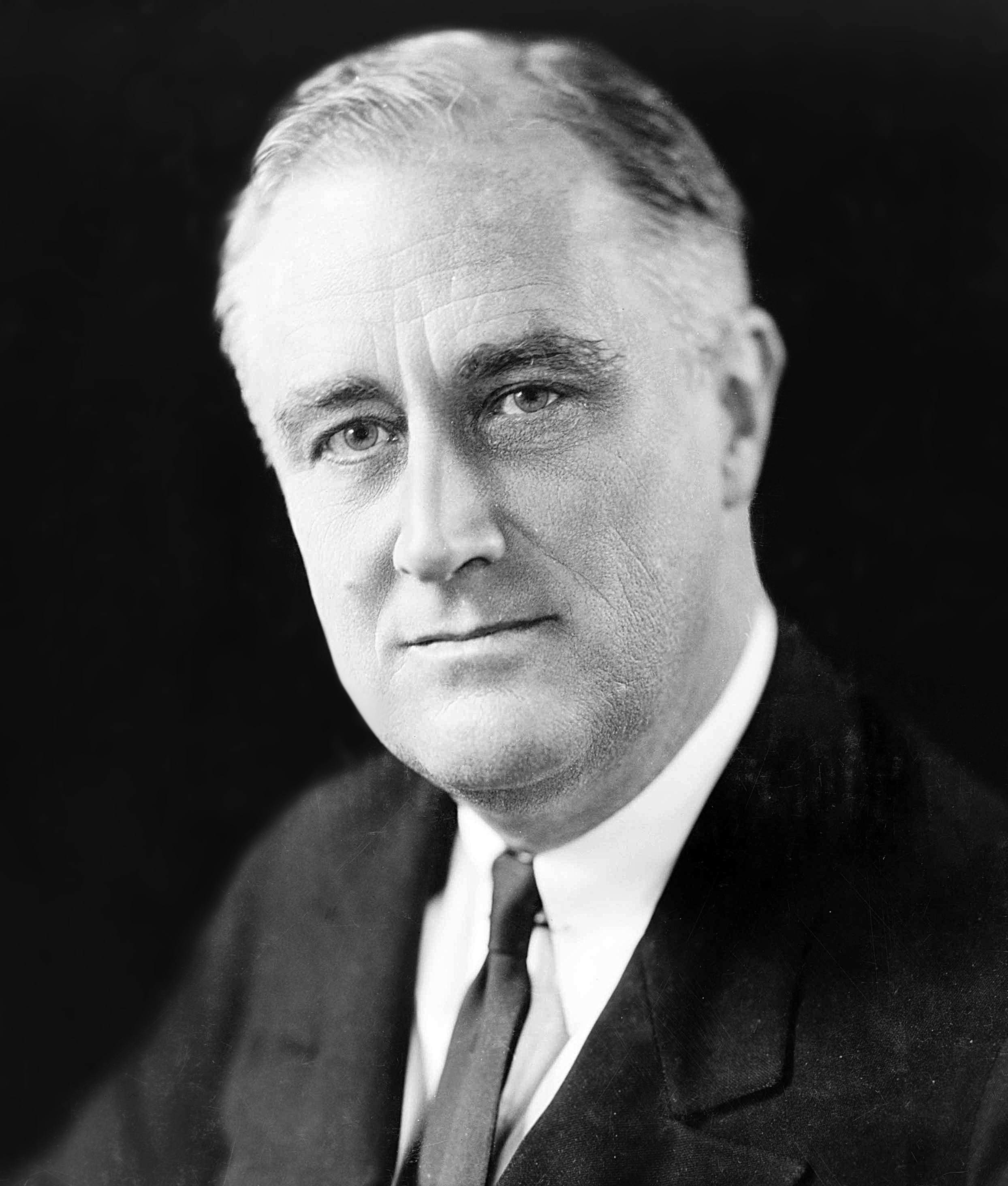
Franklin D. Roosevelt 1933-ban

A huszonkettedik alkotmánymódosítás korlátozza, hogy hányszor lehet az elnököt újraválasztani. Az új szabály szerint egy személy csak kétszer választható elnökké, ha pedig valaki már két évig volt elnök úgy, hogy valaki más helyett gyakorolta az elnöki hatalmat, akkor már csak egyszer lehet elnökké választani.
Lyndon Johnson, aki John Kennedy alelnöke volt, például egy évig volt elnök Kennedy helyett annak 1963 novemberében bekövetkezett halála után, majd 1964-ben elnökké választották. Ezt követően 1968-ban ismét indulhatott volna az elnökválasztáson (bár ehelyett nyugalomba vonult). Ezzel szemben Gerald Ford, aki Richard Nixon 1974 augusztusi lemondása után lett alelnökből elnök, ha meg is nyerte volna az 1976-os elnökválasztást, 1980-ban már nem indulhatott volna, mivel két évnél hosszabb ideig gyakorolta Nixon helyett az elnöki jogkört.
A huszonkettedik alkotmánymódosítás bevezetéséig elvileg akárhányszor lehetett valaki elnök, de George Washington példája nyomán íratlan szabály volt az, hogy a második ciklus lejártával az elnök visszavonul. Egyedül Franklin Roosevelt volt több mint két ciklusban az ország élén. Őt 1932-ben, 1936-ban, 1940-ben és röviddel halála előtt 1944-ben is megválasztották. Amikor Roosevelt 1945-ben meghalt, Harry S. Truman alelnök lett az elnök, a Kongresszus pedig 1947. március 21-én elfogadta a kétciklusos korlátról szóló alkotmánymódosítást, amely 1951. február 27-én lépett életbe. Truman, mint az elfogadáskor hivatalban lévő elnök, felmentést kapott a korlátozás alól, így 1948-as újraválasztása után 1952-ben is indulhatott volna az elnökségért, de erre nem került sor.

### Huszonharmadik módosítás

A huszonharmadik módosítást eredetileg jóváhagyó államok sötétkékkel, a módosítást a ratifikáció után elfogadó államok világoskékkel, az alkotmánymódosítást elutasító Arkansas narancssárgával jelölve

A huszonharmadik alkotmánymódosítás azt mondja ki, hogy az Egyesült Államok fővárosának lakói ugyanúgy szavazhatnak az elnökválasztásokon, mintha valamelyik állam lakói lennének. Konkrétan a módosítás elfogadása óta a washingtoniak is küldenek elektorokat az elektori kollégiumba, amelynek létszáma ezáltal hárommal nőtt. (A szabály szerint az államoknak annyi elektori hely jár, ahány szenátoruk és képviselőjük van. Egy Washingtonhoz hasonló népességű államnak egy képviselő jár, szenátora pedig minden államnak kettő van, így adódik a fővárost megillető három elektori szavazat.)
Tekintve, hogy a főváros egyik államnak sem része, az elnököt pedig az államok által delegált elektorok választják, a huszonharmadik alkotmánymódosítás elfogadásáig a washingtoniak nem szavazhattak az elnökválasztáson. Ez kezdetben, amikor Washington pusztán ötezer lelkes kisváros volt, nem jelentett gondot, de az 1960-as évekre tarthatatlanná vált, hogy a fővárosban lakó háromnegyedmillió ember ne vehessen részt az elnökválasztásban. A módosítást 1960. június 17-én fogadta el a Kongresszus, és 1961. március 29-ére ratifikálták az államok.
Washington lakosságának többsége fekete. Az alkotmánymódosítást az egykori Konföderáció államai közül egyedül Tennessee hagyta jóvá. (Alabama 41 évvel később, 2002-ben szintén ratifikálta a módosítást.)
Lényeges, hogy a módosítással főváros nem vált állammá, és lakosainak kongresszusi képviselete továbbra sem megoldott: a szenátusban egyáltalán nincs képviseletük, a képviselőházban pedig nincs szavazati joga a képviselőjüknek (aki így csak a vitákban és a bizottsági munkában vehet részt).

### Huszonnegyedik módosítás

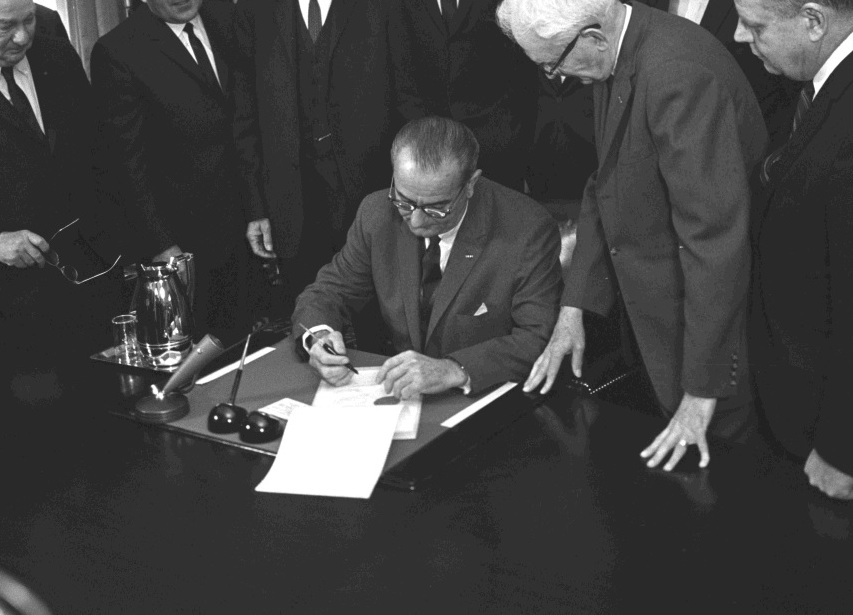
Johnson elnök 1964. február 4-én aláírja a huszonnegyedik alkotmánymódosítást

A huszonnegyedik alkotmánymódosítás megtiltja azt, hogy a szavazójogot adó megfizetéséhez kössék. A módosítást 1962. augusztus 27-én fogadta el a Kongresszus és 1964. január 23-ára ratifikálták az államok. Érdekesség, hogy Mississippi állam törvényhozása explicite elutasította ezt az alkotmánymódosítást (ami ennek dacára persze Mississippiben is érvényes).
Miután a polgárháborút követően a déli államokban sem lehetett megtagadni a választójogot a színes bőrű polgároktól, számos próbálkozás született arra, hogy a feketék tényleges választási részvételét korlátozzák. Ezek egy része a választójogosult feketék megfélemlítésére irányult, más intézkedések viszont olyan törvényi akadályokat gördítettek a szavazni kívánók elé, amelyeket a fehér lakosság könnyebben le tudott küzdeni, mint a feketék. Az egyik ilyen intézkedés volt a szavazási adó bevezetése. Ez viszonylag kis összegű illeték volt, amit a jómódúbb fehérek könnyedén ki tudtak fizetni, míg a szegényebb feketéknek nehézséget jelentett. Ráadásul több helyen az adót kumulatívan vetették ki, tehát ha valaki az egyik választáson nem vett részt és nem fizette meg az adót, akkor a következő választáson való részvételhez nem csak az adott választáshoz tartozó adót, hanem az előző választáskor meg nem fizetett díjat is ki kellett fizetni, így évről évre egyre nehezebb lett a választáson való részvétel. Ezt a helyzetet szüntette meg a huszonnegyedik alkotmánymódosítás.

### Huszonötödik módosítás

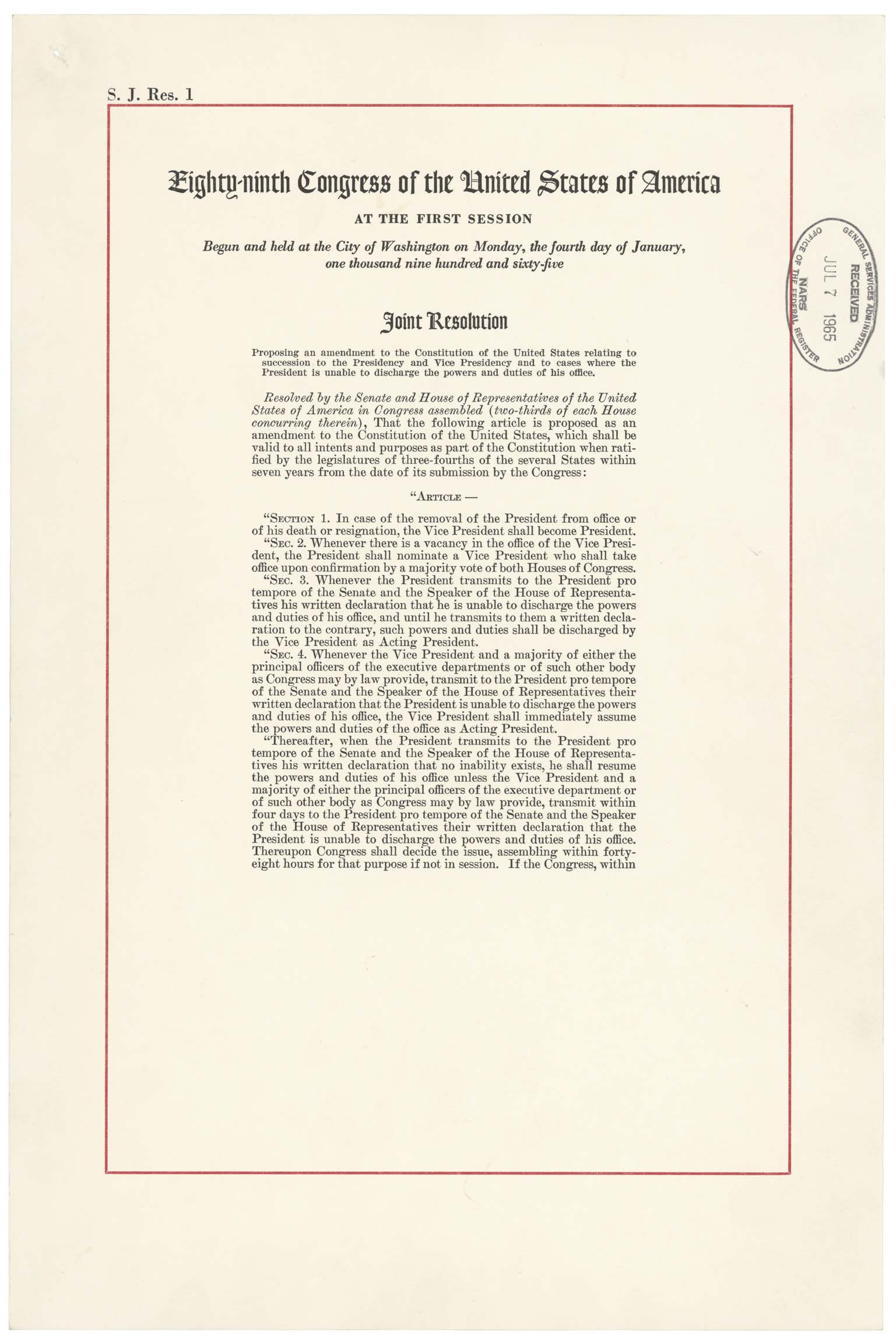

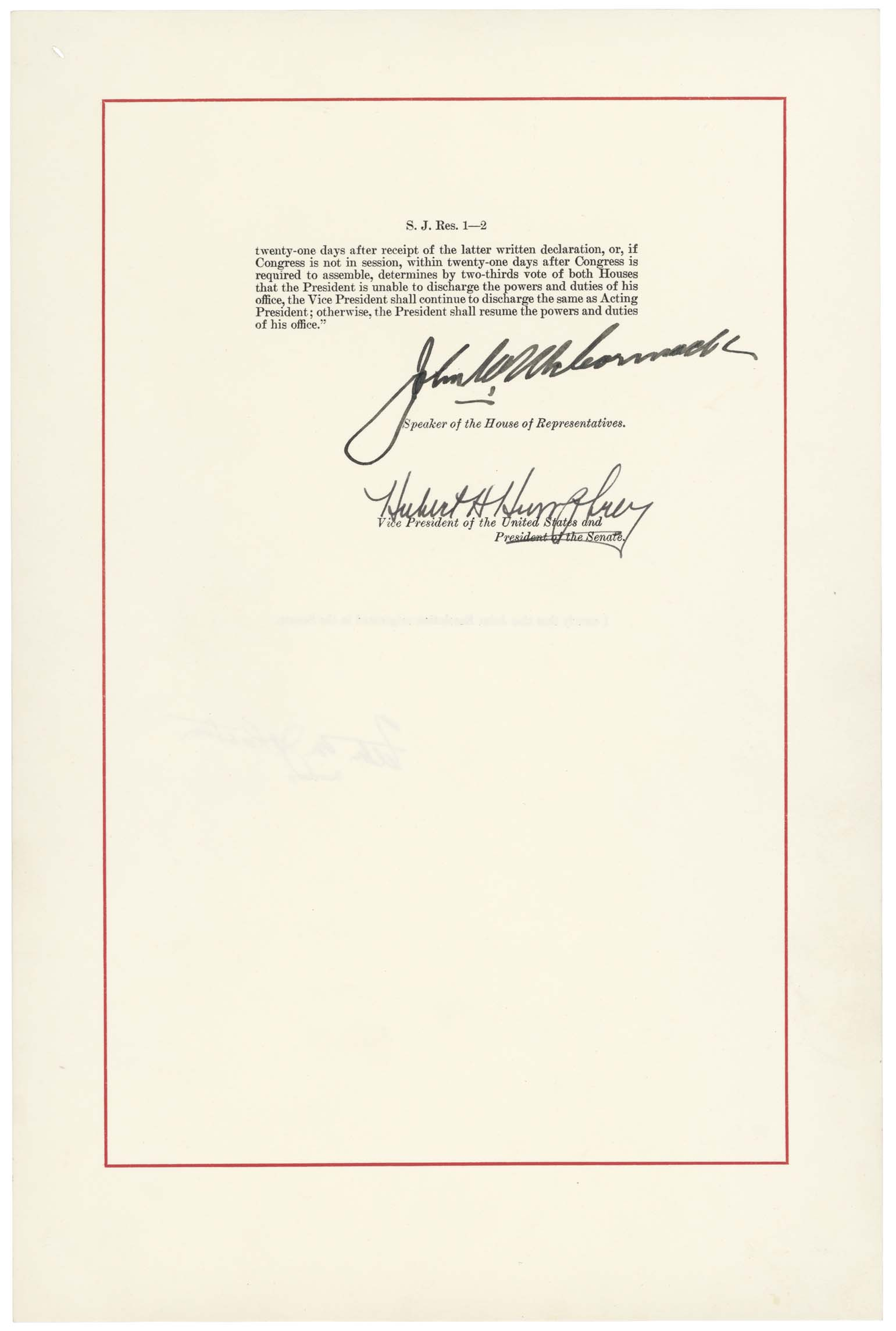
A huszonötödik alkotmánymódosítás elfogadásáról szóló kongresszusi határozat hivatalos példánya

A huszonötödik alkotmánymódosítás azt szabályozza, hogy mi a teendő, ha az elnöki vagy alelnöki pozíció a hivatali idő lejárta előtt megüresedik. A módosítást a Kongresszus 1965. július 6-án fogadta el, és az egyes államok általi ratifikációt követően 1967. február 10-én lépett életbe.
Ha az elnököt eltávolítják hivatalából, vagy lemond, vagy meghal, az alelnök foglalja el a helyét. Ha az alelnöki pozíció üresedik meg, az elnök új alelnököt jelöl, akit akkor iktatnak be, ha őt a Kongresszus  mindkét háza egyszerű többséggel megválasztja.
Az alkotmánymódosítás szabályozza azt is, hogy ki lássa el az elnöki teendőket akkor, ha az elnök ideiglenesen alkalmatlanná válik erre (például betegség miatt). Ilyenkor két eset lehetséges. Az elnök maga értesítheti írásban a Kongresszus mindkét házának elnökét, hogy képtelen ellátni az elnöki teendőket. Ezután az alelnök teljes elnöki hatáskörrel megbízott elnök lesz egészen addig, amíg az elnök újabb írásos értesítést nem küld a Kongresszus mindkét házelnökének, hogy újra képes az elnöki teendők ellátására, és ezzel vissza nem veszi az elnöki hatalmat.
A másik lehetőség az, hogy az alelnök, a kabinet többségi szavazatával támogatva, ideiglenesen alkalmatlannak nyilvánítja az elnököt, és erről írásban értesíti a Kongresszus mindkét házának elnökét. Az első esethez hasonlóan az alelnök ilyenkor is megbízott elnök lesz, teljes hatáskörrel. Az alkalmatlanság elhárultával az elnök értesíti a Kongresszus két házelnökét, hogy készen áll az elnöki hatáskör újbóli gyakorlására, és ezzel visszakapja az elnöki jogkört. Azonban ha az alelnök vitatja, hogy az elnök visszanyerte az alkalmasságát, akkor – megint csak a kabinet többségi szavazatával támogatva – négy napon belül írásban értesíti erről a Kongresszus két házelnökét. Ekkor a Kongresszust negyvennyolc órán belül össze kell hívni (hacsak amúgy is nem ülésezik éppen) abból a célból, hogy a vitát eldöntse. Ha ezután huszonegy napon belül mindkét ház kétharmados többséggel úgy dönt, hogy az elnök nem képes az elnöki teendők ellátására, akkor az alelnök továbbra is megbízott elnök lesz, teljes elnöki hatáskörrel. Ellenkező esetben az elnök visszakapja az elnöki hatáskört.
Azt, hogy az elnök halála, lemondása vagy a hivatalából való eltávolítása esetén az alelnök foglalja el a helyét, már az eredeti alkotmányszöveg is kimondta, és ezt a huszadik alkotmánymódosítás is megerősítette. Az USA történelmében többször is előfordult ilyen utódlás: Abraham Lincoln halála után például így lett elnök Andrew Johnson 1865-ben, és 1945-ben így követte Franklin D. Rooseveltet Harry S. Truman. Arra viszont a huszonötödik alkotmánymódosítás elfogadásáig nem volt szabály, hogy mi a teendő ha az elnök egészségi állapotából kifolyólag képtelenné válik a feladatai ellátására. Amikor Woodrow Wilson 1919-ben agyvérzést kapott, felesége, orvosa, magántitkára és külügyminisztere eltitkolták a világ elől, hogy az elnök képtelen a teendőit elvégezni. Dwight Eisenhower és alelnöke, Richard Nixon magánmegállapodást kötöttek, arról, hogy mi a teendő, ha az elnök cselekvésképtelenné válik. Később Kennedy elnök, és Lyndon Johnson alelnök is ezt a megoldást követte. Kennedy meggyilkolása után azonban felmerült a kérdés, hogy mi történt volna, ha az elnök túléli a merényletet, de hosszasan kómában lett volna. Lendületet kapott a helyzet alkotmányos rendezésére való törekvés.
A módosításnak az alelnök pótlásáról szóló részét hat évvel később alkalmazták, amikor Spiro Agnew lemondása után Gerald Ford lett az alelnök. Amikor Ronald Reagant vastagbéldaganattal operálták, a huszonötödik alkotmánymódosításnak megfelelően hét óra ötven percre átadta az elnöki jogkört George H. W. Bush alelnöknek. Arra még nem volt példa, hogy az alelnök és a kabinet cselekvőképtelennek deklarálta volna az elnököt.

### Huszonhatodik módosítás
A huszonhatodik alkotmánymódosítás kimondja a 18 év felettiek választójogát a szövetségi és állami szintű választásokon. A módosítást 1971. március 23-án fogadta el a Kongresszus és ugyanazon év július 1-jén lépett életbe, miután Oklahoma és Észak-Karolina harmincnyolcadikként illetve harminckilencedikként ratifikálták.
A huszonhatodik módosítás elfogadásáig az egyetlen alkotmányos előírás a kérdésben a tizennegyedik alkotmánymódosítás egy cikkelye volt, amely közvetve 21 éves korhatárt írt elő. Azonban a hatvanas évek végén, amikor 21 év alattiak tízezrei harcoltak Vietnámban, visszásan hatott, hogy ezek a  fiatalok elég idősnek számítottak ahhoz, hogy meghaljanak a háborúban, de ahhoz nem, hogy szavazzanak. A Kongresszus 1970-ben először azzal próbálkozott, hogy alkotmánymódosítás nélkül, törvénnyel módosítsa a szavazóképesség korhatárát, de Oregon kifogásolta a korhatár leszállítását, és peres úton megtámadta a törvényt. A Legfelsőbb Bíróság az Oregon kontra Mitchell ügyben úgy döntött, hogy a Kongresszusnak megvan az alkotmányos felhatalmazása arra, hogy a szövetségi választások korhatárát leszállítsa, de az állami szintű szavazások korhatárába nem szólhat bele. Erre a döntésre volt válasz a huszonhatodik alkotmánymódosítás.

### Huszonhetedik módosítás
A huszonhetedik alkotmánymódosítás kimondja, hogy a szenátorok és képviselők fizetésének felemeléséről szóló törvény csak a törvény elfogadását követő első képviselőházi választás után léphet életbe.
Az alkotmány első cikkelyének hatodik szakasza szerint a Kongresszus tagjainak fizetését (a Kongresszus tagjai által megalkotott) törvény szabályozza. Az alkotmánymódosítás célja tehát annak megakadályozása, hogy a szenátorok és képviselők a jó ízlés határain túlmenően megemelhessék saját fizetésüket. A kongresszusi alapfizetés 2011-ben évi bruttó 174 000 dollár volt.
Ez az alkotmánymódosítás, amelyet a Kongresszus 1789. szeptember 25-én fogadott el, eredetileg a Jognyilatkozat része volt, de nem kapta meg a szükséges számú állam támogatását (a 13 tagállam közül csak hat ratifikálta), így a módosítás nem vált az alkotmány részévé. A tervezet szövegében azonban nem szerepelt határidő a ratifikációra, így arra az elvi lehetőség megmaradt, bár ahogy az Egyesült Államoknak egyre több tagállama lett, egyre több állam jóváhagyására lett szükség. 1873-ban a Kongresszus két évre visszamenőleges hatállyal évi 5000 dollárról  évi 7500 dollárra emelte a képviselők és szenátorok fizetését. A honatyák így egy évi fizetésüknek megfelelő extra jövedelemhez jutottak. A közfelháborodás nyomán a fizetésemelést végül vissza kellett vonni, és az ügy a figyelmet újra az (akkor már több mint 80 éves) alkotmánymódosításra terelte, aminek nyomán Ohio ratifikálta is a szabályt. Ezután több mint száz évig nem volt újabb fejlemény, majd 1978-ban Wyoming is ratifikálta a módosítást. Az igazi változás azonban az 1980-as évek elején kezdődött, amikor egy Gregory Watson nevű diák kampányba kezdett a huszonhetedik alkotmánymódosítás elfogadásáért. Watson leveleket írt az állami törvényhozóknak, és neves közéleti személyiségek támogatását is megszerezte. 1989-re (a tervezett módosítás elfogadásának 200. évfordulójára) már 27 állam ratifikálta az alkotmánymódosítást a szükséges 38-ból. Végül 1992 májusában Michigan, New Jersey, Illinois és Kalifornia támogatásával összegyűlt a szükséges számú ratifikáció, és hivatalossá vált a huszonhetedik alkotmánymódosítás.

## El nem fogadott alkotmánymódosítás-javaslatok
Az Egyesült Államok történelme során hat olyan alkotmánymódosítási javaslat is született, amely végül nem kapta meg az államok jóváhagyását.

### A képviselők számáról
Az eredeti Jognyilatkozatnak a Kongresszus által elfogadott változata 12 alkotmánymódosításból állt, amelyből csak tízet fogadtak el az államok. További egy 203 évvel később, 1992-ben emelkedett jogerőre – ez a huszonhetedik alkotmánymódosítás. A fennmaradó, tizenkettedik tervezett módosítás azt mondta volna ki, hogy minden 50 000 polgárra kell hogy jusson egy képviselő. Ez 1789-ben kezelhető méretű képviselőházat eredményezett volna, de a mai, 330 milliós lakosság mellett több mint 6000 fős kongresszushoz vezetne. A módosítás nem kapta meg az államok szükséges támogatását, és ugyan ratifikációja elvileg továbbra is lehetséges, aligha valószínű, hogy ez az „alvó alkotmánymódosítás” valaha is életbe lép. A képviselőháznak 1911 óta 435 tagja van.

### A nemesi címekről
A Kongresszus 1810-ben alkotmánymódosítási javaslatot fogadott el a nemesi címek tilalmáról. Az eredeti alkotmányszöveg első cikkének kilencedik szakasza kimondja, hogy az Egyesült Államok nem ad nemesi címeket, és előírja, hogy az Egyesült Államok tisztségviselői külföldi nemesi címet sem fogadhatnak el a Kongresszus hozzájárulása nélkül. A tervezett módosítás tovább szigorította volna ezt a rendelkezést, kimondva: elveszíti állampolgárságát az az amerikai, aki külföldi nemesi címet fogad el, vagy korábban kapott külföldi nemesi címét megtartja. Az alkotmánymódosítási javaslatot mindössze tizenkét állam ratifikálta. 1810-ben az Egyesült Államoknak 17 tagállama volt, így 13 állam jóváhagyására lett volna szükség, azóta pedig az újabb államok csatlakozásával egyre távolabb került a javaslat a ratifikációtól. Ennek ellenére elvileg továbbra is lehetőség van arra, hogy ez az alkotmánymódosítás hatályba lépjen.

### A rabszolgaságról

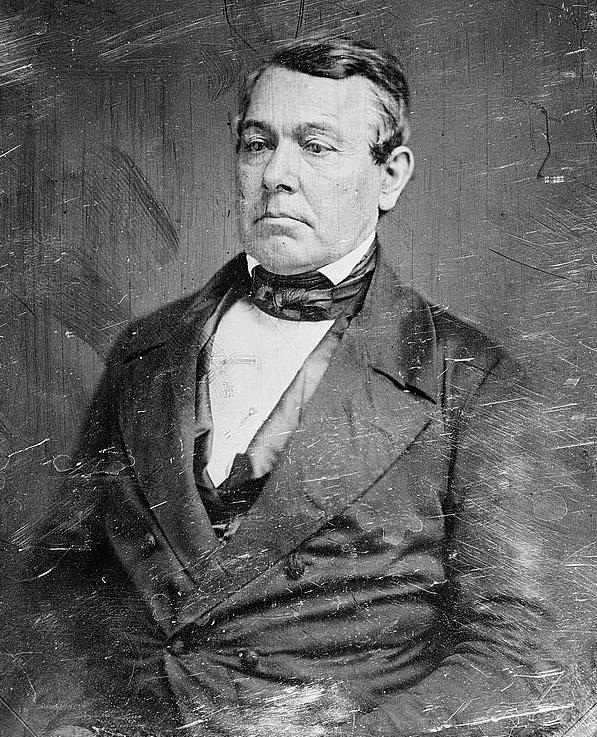
Thomas Corwin

Az 1860-as évek elején az országot élesen megosztotta a rabszolgaság kérdése. Az északi államok törvényen kívül akarták helyezni ezt az intézményt, a déli államok viszont létérdeküknek tekintették azt, hogy a színesbőrű lakosaikat továbbra is kényszermunkára foghassák, és attól tartottak, hogy a rabszolgatartást tiltó alkotmánymódosítás születik. A helyzet az Unió felbomlásával fenyegetett, ezért Thomas Corwin ohiói képviselő preventív alkotmánymódosítást kezdeményezett a kérdésben. A javaslat korlátozta volna a jövőbeli alkotmánymódosítások tartalmát; konkrétan megtiltotta volna, hogy olyan alkotmánymódosítás szülessen, amely a Kongresszusnak beleszólást ad az államok belügyeibe (különösen a rabszolgaság kérdésében). A javaslatot végül mindössze három állam (Illinois, Ohio és Maryland) hagyta jóvá. 1861-ben azután a kérdés kapcsán polgárháború tört ki, amely 1865-ben az északiak győzelmével és a rabszolgaságot eltörlő tizenharmadik alkotmánymódosítás elfogadásával végződött. A Corwin-féle alkotmánymódosítást elvileg ma is ratifikálhatnák az államok, de a gyakorlatban ennek nincs esélye.

### A gyermekmunkáról
A Kongresszus 1926-ban alkotmánymódosítási javaslatot fogadott el a gyermekmunkáról. A javaslat felhatalmazta volna a szövetségi Kongresszust, hogy szabályozza a 18 éven aluli gyermekek munkáltatását. A javaslatot 28 állam fogadta el; a legutóbbi ratifikáció 1937-ben történt. A módosítás elvileg továbbra is életbe léphet, ha még tíz állam jóváhagyja a javaslatot. Ennek hiányában a gyermekmunkát az egyes államok szintjén szabályozzák a törvények.

### A nők egyenjogúságáról

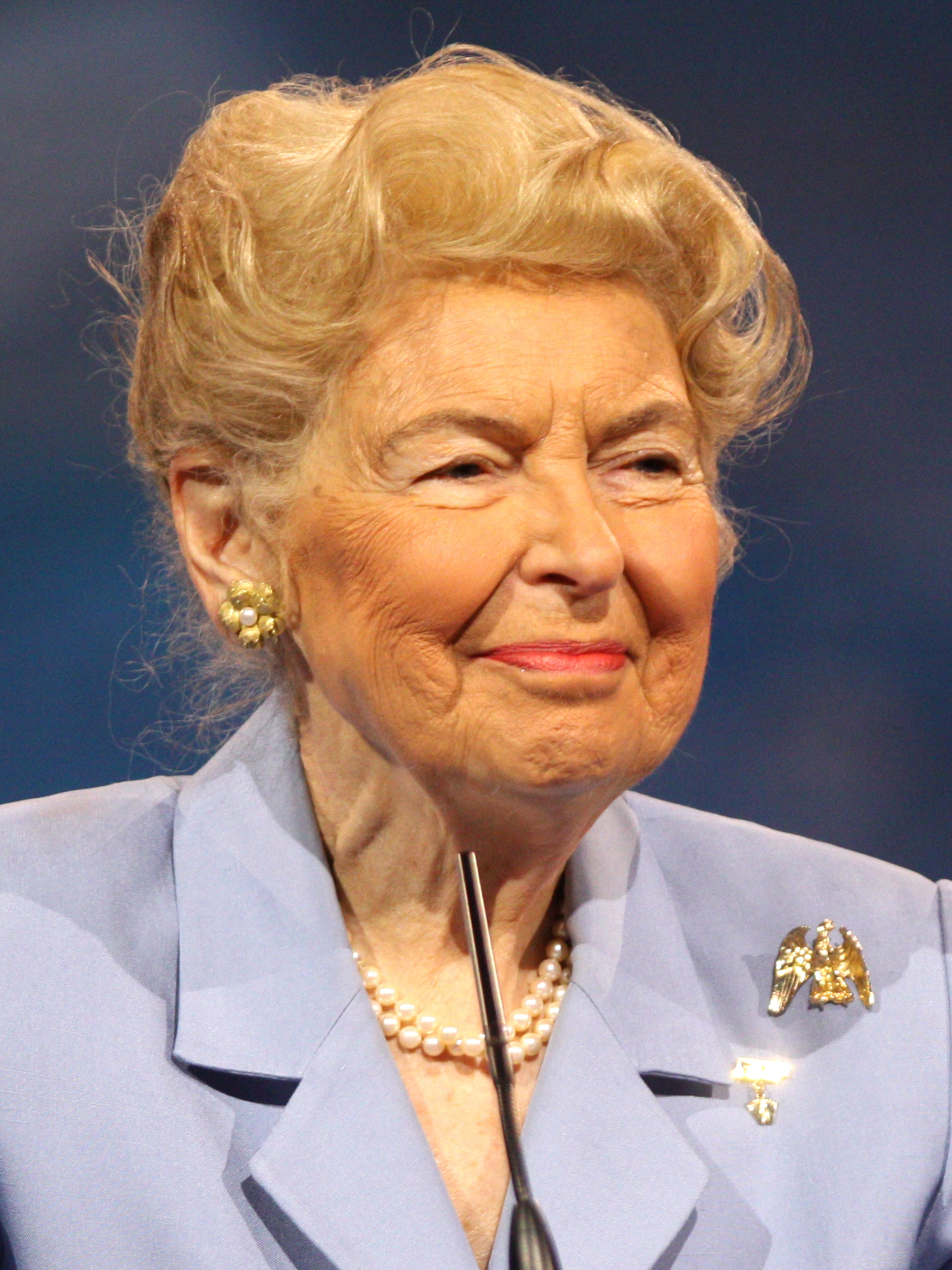
Phyllis Schlafly

A Kongresszus 1972. március 22-én elfogadott egy alkotmánymódosítási javaslatot a nők egyenjogúságáról. A módosítás egyszerűen azt mondta ki, hogy a törvény előtt nem lehet különbséget tenni a polgárok között a nemük alapján. Az alkotmánymódosítás-javaslat tartalmazott azonban egy olyan cikkelyt, amely semmisnek nyilvánítja a javaslatot, ha azt az államok háromnegyede hét éven belül nem ratifikálja. A javaslat 22 állam támogatását nyerte el az első évben, de végül csak 35 állam hagyta jóvá, annak ellenére, hogy a Kongresszus 1982. június 30-ig meghosszabbította a határidőt. Az egyenjogúságról szóló alkotmánymódosítást azóta a Kongresszus minden ülésszakán beterjesztik, de a szükséges kétharmados többséget egyszer sem érte el.
A módosítás bukásában jelentős szerepet játszott a konzervatív Phyllis Schlafly, a jobboldali Eagle Forum vezetője. Érvei szerint az alkotmány ilyen irányú módosítása ahhoz vezetne, hogy a nőknek harcolniuk kellene a háborúban, elveszítenék azt a jogukat, hogy a férjük eltartsa őket, valamint hogy a módosítás legalizálná a melegházasságot és a terhességmegszakítást is. A módosítás ellenzői azzal is érvelnek, hogy a rendelkezés fölösleges, hiszen a tizennegyedik alkotmánymódosítás már garantálja a polgárok – köztük a nők – törvény előtti egyenlőségét.

### A washingtoni polgárok szavazójogáról

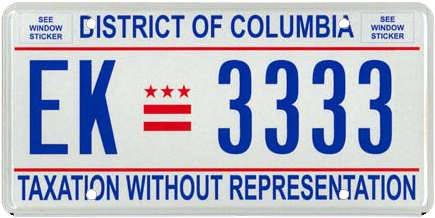
Washingtoni rendszámtábla, alján a Taxation without representation (adózás népképviselet nélkül) felirattal, tiltakozásképpen az ellen, hogy a főváros lakóinak nincs kongresszusi képviselete.

Washington, az Egyesült Államok fővárosa egyik államhoz sem tartozó szövetségi terület, ezért lakóinak nincs képviselete a Szenátusban, és a Képviselőházban is csak egy – szavazójoggal nem bíró – képviselőjük van. (A washingtoniak részvételét az elnökválasztásban a huszonharmadik módosítás teszi lehetővé.) A helyzet megoldására született az az 1978-as alkotmánymódosítási javaslat, amely kimondja, hogy Washington ugyanolyan jogokkal bír a kongresszusi képviselet, az elnökválasztásokon való részvétel és az alkotmánymódosítások jóváhagyásának terén, mintha állam volna. A javaslat eltörölte volna az így feleslegessé vált huszonharmadik alkotmánymódosítást. A Kongresszus hét évben szabta meg a javaslat ratifikálására fordítható időt. Mivel 1985-ig csak 16 állam ratifikálta a módosítást, az végül nem lépett hatályba.
A washingtoni városvezetés továbbra is küzd a fővárosi polgárok szavazójogáért. A kampánynak része az, hogy az államok lakóinak felhívják a figyelmét a helyzetre. Ebből a célból a washingtoni autók rendszámán a „Taxation without representation” (adózás népképviselet nélkül) felirat olvasható. Az egyik lehetséges alkotmányos megoldás az lenne, hogy Washington (amely népesebb Wyomingnál és Vermontnál, és majdnem annyi lakosa van, mint Alaszkának) váljon állammá. A Gallup közvéleménykutató cég 2019 júniusában végzett felmérése szerint az amerikaiaknak mindössze 29 százaléka támogatná ezt.   Washington lakosságának elsöprő többsége demokrata, így ha a város lakói képviseletet kapnának a Kongresszusban, a Demokrata Párt automatikusan két szenátort nyerne, és ezzel jó esélye lenne a felsőházi többség megszerzésére. Emiatt a Republikánus Párt ellenzi a washingtoniak választójogával kapcsolatos alkotmányügyi kezdeményezéseket.